# Потери самолётов США над Северным Вьетнамом в 1969—1971 годах
В данном списке перечислены американские самолёты, потерянные при выполнении боевых заданий над Северным Вьетнамом в ходе Вьетнамской войны с 1969 года по 1971 год. Приведены только потери, удовлетворяющие следующим условиям:
- потеря является безвозвратной, то есть самолёт уничтожен или списан из-за полученных повреждений;
- потеря понесена по боевым или небоевым причинам в регионе Юго-Восточной Азии (включая Северный Вьетнам, Южный Вьетнам, Лаос, Камбоджу, Таиланд, Японию, Китай) и связана с боевыми операциями против Северного Вьетнама (Демократической Республики Вьетнам);
- потерянный самолёт состоял на вооружении Военно-воздушных сил, Военно-морских сил, Корпуса морской пехоты или Армии Соединённых Штатов Америки;
- потеря произошла в период с 1969 года по 1971 год.

Список составлен на основе открытых источников. Приведённая в нём информация может быть неполной или неточной, а также может не соответствовать официальным данным министерств обороны США и СРВ. Тем не менее, в нём перечислены почти все самолёты, члены экипажей которых погибли или попали в плен. Неполнота связана в основном с теми самолётами, члены экипажей которых были эвакуированы поисково-спасательными службами США, а также с самолётами, потерянными вне пределов Северного Вьетнама (в этом случае не всегда возможно определить, была ли потеря связана с операциями именно против этой страны).
Список не затрагивает потери американской авиации, понесённые в операциях против целей на территории Южного Вьетнама, Лаоса и Камбоджи. Список составлялся без использования данных монографии Кристофера Хобсона «Vietnam Air Losses».

## Потери в 1969 году

### Февраль
8 февраля
- A-4D «Скайхок» (номер 151103, 164-я штурмовая эскадрилья ВМС США). Самолёт упал в воду после запуска с авианосца.

18 февраля
- F-105D «Тандерчиф» (44-я тактическая истребительная эскадрилья ВВС США). Самолёт сбит над провинцией Куанг-Бинь возле прохода Бан-Карай. Пилот погиб.
- KA-3B «Скайуорриор» (номер 144847, 10-я тяжёлая ударная эскадрилья ВМС США). Самолёт пропал во время захода на посадку.

### Июнь
5 июня
- RF-4C (сер. номер 66-0388, 11-я тактическая разведывательная эскадрилья ВВС США). Самолёт сбит ЗА над RP-1. Экипаж катапультировался и спасен.

### Июль
26 июля
- A-4C «Скайхок» (номер 147833, 112-я штурмовая эскадрилья ВМС США). Самолёт упал в воду в 60 милях от побережья провинции Хатинь, совершая боевой вылет. Пилот погиб.

### Август
10 августа
- A-4Е «Скайхок» (номер 151131, 144-я штурмовая эскадрилья ВМС США). Самолёт разбился о палубу авианосца при неудачной посадке при возвращении из ночного ударного вылета в ДРВ. Пилот погиб.

19 августа
- F-4B «Фантом» II (542-я истребительная эскадрилья КМП США). Самолёт выполнял сопровождение фоторазведчика над ДРВ и потерял связь со своим звеном в 5 милях восточнее Винь-Линь. Экипаж погиб.

### Декабрь
16 декабря
- RF-8G «Крусейдер» (ВМС США). Самолёт подбит во время разведывательной миссии. Упал в воду в 75 милях восточнее Куанг-Кхе. Пилот погиб.

## Потери в 1970 году

### Январь
28 января
- F-105G «Тандерчиф» (сер. номер 63-8329, 354-я тактическая истребительная эскадрилья ВВС США).Самолёт выполнял эскортирование разведчика. Сбит в 20 милях северо-восточнее прохода Му-Гиа. Экипаж погиб.

### Март
4 марта
- A-7A «Корсар» II (86-я штурмовая эскадрилья ВМС США). Самолёт упал в воду после запуска с авианосца.

9 марта
- F-4J «Фантом» II (21-я истребительная эскадрилья ВМС США). Самолёт пропал при выполнении боевого воздушного патрулирования над оперативной группировкой в Тонкинском заливе.

### Апрель
5 апреля
- F-4B «Фантом» II (151-я истребительная эскадрилья ВМС США). Самолёт загорелся по неизвестным причинам при возвращении с боевого задания.

9 апреля
- E-2A «Хокай» (116-я эскадрилья ДРЛО ВМС США). Самолёт после взлета упал в воду в 3 милях от авианосца.

### Май
10 мая
- SR-71A «Блэкбёд» (сер. номер 61-7969, ВВС США). Самолёт должен был выполнить разведывательный полёт над Северным Вьетнамом, однако после дозаправки попал в грозовой фронт и разбился в районе АБ Корат, Таиланд. Экипаж катапультировался и выжил.[1]

17 мая
- F-4B «Фантом» II (161-я истребительная эскадрилья ВМС США). Самолёт упал в воду после запуска с авианосца, взлетая на выполнение ночной ударной миссии.

### Июль
25 июля
- F-4J «Фантом» II (номер 155789, ВМС США). Самолёт потерян над водой (вероятно, по небоевой причине).

### Ноябрь
13 ноября
- RF-4C (сер. номер 66-0420, 14-я тактическая разведывательная эскадрилья ВВС США). Самолёт сбит ЗА восточнее Танапа (провинция Хатинь, RP-1) во время маловысотного фотографирования цели. Экипаж погиб.

14 ноября
- RF-8G «Крусейдер» (63-я разведывательная эскадрилья ВМС США). Самолёт упал в воду при запуске после взрыва покрышки на правой стойке основного шасси.

## Потери в 1971 году

### Январь
6 января
- F-4J «Фантом» II (21-я истребительная эскадрилья ВМС США). Самолёт потерян при неудачной посадке на авианосец, возвращаясь из ночного вылета над ДРВ. Пилот спасен, бортоператор погиб.

8 января
- А-6С «Интрудер» (номер 155647, 145-я штурмовая эскадрилья ВМС США). Потерян над водой.

26 января
- A-4F «Скайхок» (номер 154980, 164-я штурмовая эскадрилья ВМС США). Самолёт потерян при взлете или посадке.

### Июнь
18 июня
- EKA-3B «Скайуорриор» (номер 147649, 130-я эскадрилья РЭБ ВМС США). Самолёт упал в воду из-за технической неисправности.

21 июня
- F-8J «Крусейдер» (ВМС США). Самолёт потерян над водой по небоевой причине в 35 милях северо-восточнее ДМЗ. Пилот погиб.

### Сентябрь
30 сентября
- F-4B «Фантом» II (номер 150418, 111-я истребительная эскадрилья ВМС США). Самолёт сбит ЗРК над провинцией Нге-Ан. Экипаж катапультировался и попал в плен.

### Октябрь
17 октября
- RA-5C «Виджилент» (номер 156634, 5-я разведывательно-штурмовая эскадрилья ВМС США (RVAH-5)). Самолёт упал в воду во время тренировочного полета.

### Декабрь
18 декабря
- F-4D «Фантом» II (сер. номер 64-0954, 13-я тактическая истребительная эскадрилья ВВС США). Самолёт выполнял боевое воздушное патрулирование для обеспечения поисково-спасательной миссии. Упал севернее Хайфона из-за израсходования топлива. Экипаж катапультировался и попал в плен.

19 декабря
- F-4D «Фантом» II (сер. номер 66-0241, 555-я тактическая истребительная эскадрилья ВВС США). Самолёт сбит в воздушном бою. Экипаж катапультировался и попал в плен.

26 декабря
- F-4D «Фантом» II (сер. номер 66-8818, 433-я тактическая истребительная эскадрилья ВВС США). Самолёт в составе звена выполнял удар по складскому комплексу возле Тханьхоа. Сбит ЗРК. Экипаж погиб.

30 декабря
- A-6A «Интрудер» (номер 155677, 165-я штурмовая эскадрилья ВМС США). Самолёт участвовал в рейде на Йен-Дунг возле Винь. Сбит ЗРК на подлете к цели. Пилот погиб; бортоператор катапультировался и спасен.

## Общая статистика
По состоянию на 16 июля 2025 года в списке перечислены следующие потери:
| Самолёты            | #  |
| A-3                 | 2  |
| A-4                 | 4  |
| A-5                 | 1  |
| A-6                 | 1  |
| A-7                 | 1  |
| E-2                 | 1  |
| F-4                 | 12 |
| F-8                 | 3  |
| F-105               | 2  |
| SR-71               | 1  |
| Итого: 28 самолётов |    |

Эти данные не являются полными и могут меняться по мере дополнения списка.